# Dahiana Ortiz
 (juillet 2025).
Dahiana Ortiz (née le 27 novembre 2001) est une haltérophile dominicaine.
Lors des Championnats panaméricains qui se sont déroulés à Cali, Colombie, du 12 au 18 juillet 2025, elle s'est présentée dans la catégorie des 48 kilos. Elle y a remporté trois médailles d'or, établissant en même temps de nouveaux records, avec un arraché de 85 kilos et un épaulé-jeté de 105 kilos, pour un total impressionnant de 190 kilos.
Elle a remporté la médaille d'or dans la catégorié des 49 kg pour l'épreuve de l'épaulé-jeté et de l'arraché aux Jeux panaméricains de 2023 qui se sont tenus à Santiago, au Chili,. Elle a remporté la médaille d'argent dans cette même catégorie et pour les mêmes épreuves aux Championnats panaméricains d'haltérophilie de 2021 qui se sont tenus à Guayaquil, en Équateur.
Ortiz a remporté deux médailles, dont l'or, aux Jeux d'Amérique centrale et des Caraïbes de 2023 qui se sont tenus à San Salvador, au Salvador,. Elle y a remporté la médaille d'or dans la catégorie 49 kg pour l'épreuve féminine de l'épaulé-jeté, ainsi que la médaille de bronze pour l'arraché.
Ortiz a représenté la République dominicaine aux Jeux olympiques de la jeunesse d'été de 2018 qui se sont tenus à Buenos Aires, en Argentine. Elle a terminé à la quatrième place chez les filles dans la catégorie 48 kg.
| Année                 | Lieu                   | Poids                 | Arraché (kg)          | Arraché (kg)          | Arraché (kg)          | Arraché (kg)          | Épaulé-jeté (kg)      | Épaulé-jeté (kg)      | Épaulé-jeté (kg)      | Épaulé-jeté (kg)      | Total                 | Rang                  |
| Année                 | Lieu                   | Poids                 | 1                     | 2                     | 3                     | Rang                  | 1                     | 2                     | 3                     | Rang                  | Total                 | Rang                  |
| Championnats du monde | Championnats du monde  | Championnats du monde | Championnats du monde | Championnats du monde | Championnats du monde | Championnats du monde | Championnats du monde | Championnats du monde | Championnats du monde | Championnats du monde | Championnats du monde | Championnats du monde |
| --------------------- | ---------------------- | --------------------- | --------------------- | --------------------- | --------------------- | --------------------- | --------------------- | --------------------- | --------------------- | --------------------- | --------------------- | --------------------- |
| 2022                  | Bogotá, Colombie       | 49 kg                 | 78                    | 82                    | 85                    | 11                    | 103                   | 103                   | 103                   | —                     | —                     | —                     |
| 2023                  | Riyad, Arabie saoudite | 49 kg                 | 79                    | 79                    | 82                    | 14                    | 100                   | 105                   | 105                   | 14                    | 179                   | 14                    |
| Jeux panaméricains    |                        |                       |                       |                       |                       |                       |                       |                       |                       |                       |                       |                       |
| 2023                  | Santiago, Chili        | 49 kg                 | 79                    | 83                    | 83                    | NC                    | 101                   | 104                   | 107                   | NC                    | 190                   | Médaille d'or         |